# Kętrzyn
Kętrzyn ([Kentřyn], do 1946 Rastembork, německy Rastenburg, prusky Rastanpils) je město v okrese Kętrzyn ve Varmijsko-mazurském vojvodství v Polsku. V roce 2024 zde žilo 25 113 obyvatel.

## Historie
Kętrzyn se nachází na zemích kmene Bartů. Křižáckými nájezdy byla vypálena některá města a obyvatelé, kteří přijali křest, byli přesídlováni. Zbylé obyvatelstvo bylo vražděno. Teprve v roce 1329 byla vybudována křižácká strážnice na rozvalinách pruského města jménem Rast. Již v roce 1330 byla nedaleko započata stavba kostela sv. Kateřiny (rozebrán v 19. století). Strážnice byla zničena v roce 1345 v průběhu bojů s litevskými vojsky, kterým velela litevská knížata Algirdas a Kęstutis. Řád křižáků už v roce 1350 stihl obnovit osadu a začal se stavbou hradeb.
Městská práva byla městu udělena dne 11. listopadu 1357 Henningem Schindekopfem na právech chlumenských. Fojtem-lokátorem se stal Jindřich Padeluche. Z jižní strany byl postaven opevněný kostel sv. Jiřího a křižácký hrad. Město mělo být chráněno 13 baštami, v hradbách byly postaveny dvě brány: Vysoká, Mlýnská a také vodní branka. V dobách fungování státu německých rytířů byl Kętrzyn (něm. Rastenburg, pl. Rastembork) sídlem prokurátora (něm. Pfleger). V historii Rasteburku bylo zhruba 40 prokurátorů, z nichž dva později plnili funkci křižáckého velmistra. Po bitvě u Grunwaldu administračně přímo spadali pod křižácké velmistry a měli oprávnění komturů v oblasti lokace vsí. Měšťané se po povstání proti vládě řádu v roce 1440 přidali k Pruskému spolku. Poslušnost velmistrovi byla odmluvena roku 1454, měšťané opanovali hrad, řádový prokurátor Wolfgang Sauer byl uvězněn a po několika dnech (17. února) utopen v nedalekém rybníce. Tato událost byla rozhlašována křižáky, jakožto jeden z argumentů za zákazem Pruského spolku. V rámci polsko-křižáckých jednání velmistr souhlasil s amnestií pro měšťanstvo pod podmínkou odevzdání města zpět do rukou křižáckých úřadů. Po třináctileté válce Rastenburg zůstal v hranicích Řádového Pruska. Teprve po vytvoření Pruského vévodství v roce 1525 nastoupil rychlý rozvoj města, který byl zastaven až válkou se Švédskem. Ve dnech 20. – 21. června 1807 byl ve městě se svou divizí gen. Jan Henryk Dąbrowski.

### 20. století
V období II. světové války bylo v gerložském lese nedaleko města vybudováno sídlo Adolfa Hitlera – Vlčí doupě. Při bombardování v roce 1942 a bojích v roce 1945 bylo město velice těžce poškozeno. Hrad a staroměstské budovy byly vypáleny vojáky Rudé armády (zničeno ok. 40 % města). V roce 1946 bylo město připojeno k nově vzniklému olštýnskému vojvodství na území poválečného Polska. Německojazyčné obyvatelstvo bylo vysídleno do Německa. Zprvu město nosilo historický polský název – Rastembork, ale byly zvažovány i názvy Raściborz a Raścibórz (počeštěle Rastiboř), avšak nakonec byl 7. května 1946 přijat nový oficiální polský název Kętrzyn od příjmení Wojciecha Kętrzyńského, historika z 19. století, který bojoval proti germanizaci Mazur. V letech 1975–1988 město administračně náleželo do olštýnského vojvodství.

## Partnerská města
- Volodymyr, Ukrajina
- Wesel, Německo
- Zlaté Hory, Česká republika

Od roku 2005 do roku 2022 byl partnerským městem Kętrzyna také ruský Svetlyj, partnerství však bylo rozvázáno v rámci ruské invaze na Ukrajinu.